# Liste der Baudenkmäler in Sulzbach am Main
Auf dieser Seite sind die Baudenkmäler in dem unterfränkischen Markt Sulzbach am Main zusammengestellt. Diese Tabelle ist eine Teilliste der Liste der Baudenkmäler in Bayern. Grundlage ist die Bayerische Denkmalliste, die auf Basis des Bayerischen Denkmalschutzgesetzes vom 1. Oktober 1973 erstmals erstellt wurde und seither durch das Bayerische Landesamt für Denkmalpflege geführt wird. Die folgenden Angaben ersetzen nicht die rechtsverbindliche Auskunft der Denkmalschutzbehörde.
 Diese Liste gibt den Fortschreibungsstand vom 15. April 2020 wieder und enthält 38 Baudenkmäler.
In dieser Kartenansicht sind Baudenkmäler ohne Koordinaten mit einem roten bzw. orangen Marker dargestellt und können in der Karte gesetzt werden. Baudenkmäler ohne Bild sind mit einem blauen bzw. roten Marker gekennzeichnet, Baudenkmäler mit Bild mit einem grünen bzw. orangen Marker.

## Ortsbefestigung
Von der Marktbefestigung ist eine Bruchsteinmauer entlang der nördlichen, östlichen und südlichen Ortskerngrenze mit Maul- und Schlüssellochscharten, davon eine bezeichnet 16 (?)7 erhalten. Von zwei doppeltürmigen Vortoren sind jeweils zwei Rundtürmen an der Hauptstraße und der Pfortengasse überliefert. In der Südostecke der Befestigung ist ein Rundturmrest vorhanden. Alle Türme sind im oberen Teil mit Vorkragung über Gesims, teilweise mit Zinnen, der östliche Turm an der Hauptstraße mit Nische und Madonnenfigur um 1500 (Kopie), Sandstein Mitte 14. Jahrhundert – Anfang 17. Jahrhundert. Aktennummer D-6-76-160-1.

| Lage                                       | Objekt                    | Beschreibung                                 | Akten-Nr.    | Bild           |
| ------------------------------------------ | ------------------------- | -------------------------------------------- | ------------ | -------------- |
| Bahnhofstraße; Nähe Hauptstraße (Standort) | Zwei Rundtürme mit Zinnen | ehemaliges Tor der Marktbefestigung, um 1500 | D-6-76-160-1 | weitere Bilder |
| Pfortengasse (Standort)                    | Zwei Rundtürme mit Zinnen | ehemaliges Tor der Marktbefestigung, um 1500 | D-6-76-160-1 | weitere Bilder |
| Spessartstraße 58, Jahnstraße (Standort)   | Rundturm und Mauerteile   | um 1500                                      | D-6-76-160-1 | weitere Bilder |

## Baudenkmäler nach Gemeindeteilen

### Bad Sodental
| Lage                                   | Objekt    | Beschreibung | Akten-Nr.     | Bild           |
| -------------------------------------- | --------- | --- | ------------- | -------------- |
| Am Berg 6 (Standort)                   | Wohnhaus  | traufständiges eingeschossiges Fachwerkhaus mit Satteldach über Kellergeschoss mit Sandstein-Freitreppe, 1. Hälfte 19. Jahrhundert | D-6-76-160-28 | weitere Bilder |
| Hans Heinrich Spielmannsgut (Standort) | Kapelle   | mittleres 19. Jahrhundert; im Park des ehemaligen Kindererholungsheims                                                             | D-6-76-160-33 | BW             |
| Kirchhohle (Standort)                  | Bildstock | Postament und Pfeiler mit Kreuzdachnischenaufsatz mit Maßwerkmotiv, neugotisch, 2. Hälfte 19. Jahrhundert                          | D-6-76-160-31 | weitere Bilder |
| Sodentalstraße 25 (Standort)           | Wohnhaus  | giebelständiges eingeschossiges Fachwerkhaus mit Satteldach auf hohem Sandsteinkellersockel, Sichtfachwerk, bezeichnet 1819        | D-6-76-160-32 | Wohnhaus       |

### Dornau
| Lage                                  | Objekt                                | Beschreibung | Akten-Nr.     | Bild                                  |
| ------------------------------------- | ------------------------------------- | --- | ------------- | ------------------------------------- |
| Am Dornauer Weg; Hardäcker (Standort) | Bildstock                             | Pfeiler mit Kreuzdach-Nischenaufsatz, Sandstein, bezeichnet 1877, Sockel und Pfeiler erneuert | D-6-76-160-27 | Bildstock                             |
| Am Sulzbacher Weg (Standort)          | Bildstock                             | Pfeiler mit Tonnendach-Nischenaufsatz und Metallkreuz, Sandstein, 1830, gemauerter Tischsockel neu | D-6-76-160-25 | Bildstock                             |
| Am Sulzbacher Weg (Standort)          | Bildstock                             | hohes Bildhäuschen mit Nische und eiserner Kreuzbekrönung, Sandstein teilweise verputzt, bezeichnet 1736 | D-6-76-160-26 | Bildstock                             |
| Dorfstraße 12 (Standort)              | Ziehbrunnen                           | runde Brunnenbrüstung aus Sandsteinplatten und massive Schöpfvorrichtung, Sandstein. bezeichnet 1812 | D-6-76-160-23 | Ziehbrunnen                           |
| Dorfstraße 12 (Standort)              | Katholische Filialkirche St. Wendelin | Saalbau mit eingezogenem dreiseitig schließendem Chor, Satteldach und verschieferter Dachreiter mit Spitzhelm auf dem Langhaus, verschieferter Dachreiter mit Zwiebelhaube auf dem Chor, unverputztes Sandsteinmauerwerk mit Werksteinrahmungen, Chor 18. Jahrhundert, Langhausanbau 1934, moderne Anbauten; mit Ausstattung | D-6-76-160-22 | Katholische Filialkirche St. Wendelin |
| Dorfstraße 2 (Standort)               | Bildstock                             | Inschriftpfeiler mit geböschten Kanten und Tonnendach-Nischenaufsatz mit Relief 'Pietà' und Kreuzbekrönung, grauer und roter Sandstein, bezeichnet 1831 | D-6-76-160-24 | Bildstock                             |

### Soden
| Lage                               | Objekt            | Beschreibung | Akten-Nr.     | Bild           |
| ---------------------------------- | ----------------- | --- | ------------- | -------------- |
| Am Antonius; Brandweg              | Gedenkstein       | 1923 nicht nachqualifiziert, im Bayerischen Denkmal-Atlas nicht kartiert | D-6-76-160-40 | BW             |
| An den Pfeifenhecken; Abt. Rotsohl | Bildstock         | 19. Jahrhundert; nicht nachqualifiziert | D-6-76-160-38 | BW             |
| Hohe-Wart-Straße 2 (Standort)      | Kruzifix          | Tischsockel mit Kreuz, Sandstein, bezeichnet 1843, Korpus neu. | D-6-76-160-29 | BW             |
| Ober der Wolfsgasse (Standort)     | Bildstock         | Inschriftpfeiler mit Pyramidendach-Nischenaufsatz, Sandstein, 19. Jahrhundert | D-6-76-160-30 | Bildstock      |
| Sodentalstraße 101 (Standort)      | Wohnhaus          | ehemals giebelständiges eingeschossiges Fachwerkhaus mit Satteldach über massivem Kellerhanggeschoss, 1. Hälfte 19. Jahrhundert, späterer Umbau des vorderen Hausteils zum traufständigen zweigeschossigem Satteldachbau | D-6-76-160-34 | Wohnhaus       |
| Sodentalstraße 116 (Standort)      | Gefallenendenkmal | Kruzifix mit geschwungenen Kanten und eingemeißelter Namensliste, Gussstein, bezeichnet 1925 | D-6-76-160-37 | weitere Bilder |
| Sodentalstraße 138 (Standort)      | Bauernhof         | Bauernhaus, zweigeschossiger Satteldachbau mit Sichtfachwerk, 1. Hälfte 19. Jahrhundert | D-6-76-160-35 | weitere Bilder |
| Sodentalstraße 138 (Standort)      | Bauernhof         | Scheune, Fachwerkbau mit Satteldach, 1. Hälfte 19. Jahrhundert | D-6-76-160-35 | weitere Bilder |
| Sodentalstraße 138 (Standort)      | Bauernhof         | Nebengebäude, eingeschossiger Sandstein-Backsteinbau mit Satteldach, 1. Hälfte 20. Jahrhundert | D-6-76-160-35 | weitere Bilder |
| Sodentalstraße 149 (Standort)      | Wohnhaus          | eingeschossiges giebelständiges Fachwerkhaus mit Satteldach über hohem Kellersockel, 1. Hälfte 19. Jahrhundert | D-6-76-160-36 | Wohnhaus       |
| Steinerts (Standort)               | Bildstock         | sog. Spatzenbild, abgefaster Pfeiler auf Postament mit Kreuztonnendach-Nischenaufsatz, Sandstein, bezeichnet 1745 | D-6-76-160-39 | Bildstock      |

### Sulzbach am Main
| Lage                                          | Objekt                           | Beschreibung | Akten-Nr.     | Bild           |
| --------------------------------------------- | -------------------------------- | --- | ------------- | -------------- |
| Auf dem Platz (Standort)                      | Wegkreuz                         | Tischsockel mit Inschrifttafel und Kruzifix, Sandstein, bezeichnet 1728, teils erneuert | D-6-76-160-16 | Wegkreuz       |
| Bahnhofstraße 17 (Standort)                   | Gedenkstein                      | für den an dieser Stelle ermordeten Kilian Wist von Owernaus, Relief mit Kreuzanbetung, Sandstein, bezeichnet 1755 | D-6-76-160-3  | Gedenkstein    |
| Bahnhofstraße 35 (Standort)                   | Bildstock                        | Tischsockel mit Säule und Pietà, Sandstein, 1710, Pietà erneuert | D-6-76-160-4  | Bildstock      |
| Feldabt. Pfingstweide, bei der Marienkapelle  | Bildstock                        | erneuert 1965 nicht nachqualifiziert, im Bayerischen Denkmal-Atlas nicht kartiert | D-6-76-160-15 | BW             |
| Friedhofstraße 13 (Standort)                  | Friedhofskapelle                 | kleiner verputzter Steinbau auf rechteckigem Grundriss mit Rundbogenöffnung und dreiseitigem Schluss, an den Seiten Erweiterungen mit Rundbogendurchgängen zum Friedhof, abgeschlepptes Krüppelwalmdach und verschieferter Dachreiter mit Pyramidenhelm, 1825, Umbau im Heimatstil, Anfang 20. Jahrhundert | D-6-76-160-5  | weitere Bilder |
| Hauptstraße 5 (Standort)                      | Hoftor                           | profilierter Rundbogen auf Pilastern mit Radabweisern, Sandstein, Anfang 17. Jahrhundert | D-6-76-160-6  | Hoftor         |
| Hauptstraße 9 (Standort)                      | Hoftor                           | Rundbogentor und -pforte, Sandstein, 17./18. Jahrhundert | D-6-76-160-7  | Hoftor         |
| Heiligenhütte (Standort)                      | Bildstock                        | Pfeiler mit Tonnendach-Nischenaufsatz und Mosaik 'Madonna', Sandstein, erneuert 1965 | D-6-76-160-18 | Bildstock      |
| Jahnstraße 31 (Standort)                      | Kreuz                            | Tischsockel mit Kruzifix, Sandstein, 18./19. Jahrhundert | D-6-76-160-10 | Kreuz          |
| Margarethenstraße 2 (Standort)                | Bildstock                        | Pfeiler mit Kreuztonnendach-Nischenaufsatz und eiserner Kreuzbekrönung, Sandstein, 1879 | D-6-76-160-19 | Bildstock      |
| Speieräcker (Standort)                        | Bildstock                        | profilierter Pfeilerschaft mit kleiner Rechtecknische und ursprl. nicht zugehörigem Tonnendach-Nischenaufsatz mit Relief 'Madonna', grauer und roter Sandstein, 17.–19. Jahrhundert | D-6-76-160-17 | Bildstock      |
| Spessartstraße 2 (Standort)                   | Katholische Pfarrkirche St. Anna | Saalkirche mit eingezogenem langgestrecktem Chor und halbrundem Schluss, Säulenportikus mit Tympanon und figurengeschmückter Attika, Satteldach, verputztes Mauerwerk mit Sandsteingliederungen, Joseph Emanuel von Herigoyen, klassizistisch, 1789, seitlicher Turm vom Vorgängerbau über quadratischem Grundriss mit hohem verschiefertem Spitzhelm über Dreiecksgiebeln mit Maßwerkfenstern, verputztes Mauerwerk mit Werksteinkanten und -rahmungen, 14./15. Jahrhundert; mit Ausstattung | D-6-76-160-2  | weitere Bilder |
| Spessartstraße 4 (Standort)                   | Hoftor                           | profilierter Rundbogen über Pilastern, Maske im Schlussstein, Sandstein, bezeichnet 1711 | D-6-76-160-12 | Hoftor         |
| Spessartstraße 15 (Standort)                  | Hoftor                           | Rundbogentor mit Rosette im Schlussstein, Sandstein, 17. Jahrhundert | D-6-76-160-13 | Hoftor         |
| Spessartstraße 26 (Standort)                  | Doppeltor                        | 17. Jahrhundert | D-6-76-160-14 | BW             |
| Spessartstraße 53 (Standort)                  | Bildstock                        | Tischsockel und abgefaster Pfeiler mit Satteldach-Nischenaufsatz, Sandstein, Mitte 19. Jahrhundert | D-6-76-160-11 | Bildstock      |
| Spottenberg (Standort)                        | Bildstock                        | Tischsockel mit Inschrift und Pfeiler mit Pietà, Sandstein, bezeichnet 1834, Pietà erneuert | D-6-76-160-21 | weitere Bilder |
| Spottenberg; Gemeindewald, nördl. Spielplatz. | Gedenkstein                      | 1911 nicht nachqualifiziert, im Bayerischen Denkmal-Atlas nicht kartiert | D-6-76-160-20 | BW             |